# 이소가이 히로미쓰
이소가이 히로미쓰(일본어: 礒貝 洋光, 1969년 4월 19일 ~ )는 일본의 전 축구 선수이다.

## 구단 경력
1992년 J1리그의 감바 오사카에 입단했다. 1996년까지 125경기에 출전하여, 26득점을 넣었다. 1997년 우라와 레즈로 이적했다. 1998년 7월 현역 은퇴.

## 국가대표팀 경력
그는 1995년 킹 파흐드컵에 참가할 일본 국가대표팀에 발탁되었으며, 1월 6일 나이지리아와의 경기에서 데뷔했다. 그는 국제 A매치 통산 2경기에 출전했다.

## 통계
| 일본 | 일본 | 일본 |
| 연도 | 출전 | 득점 |
| ---- | ---- | ---- |
| 1995 | 2    | 0    |
| 통산 | 2    | 0    |